# Ancylodiplosis bryanti
Ancylodiplosis bryanti är en tvåvingeart som först beskrevs av Ephraim Porter Felt 1913.  Ancylodiplosis bryanti ingår i släktet Ancylodiplosis och familjen gallmyggor. Inga underarter finns listade i Catalogue of Life.